# Cratère de Holleford

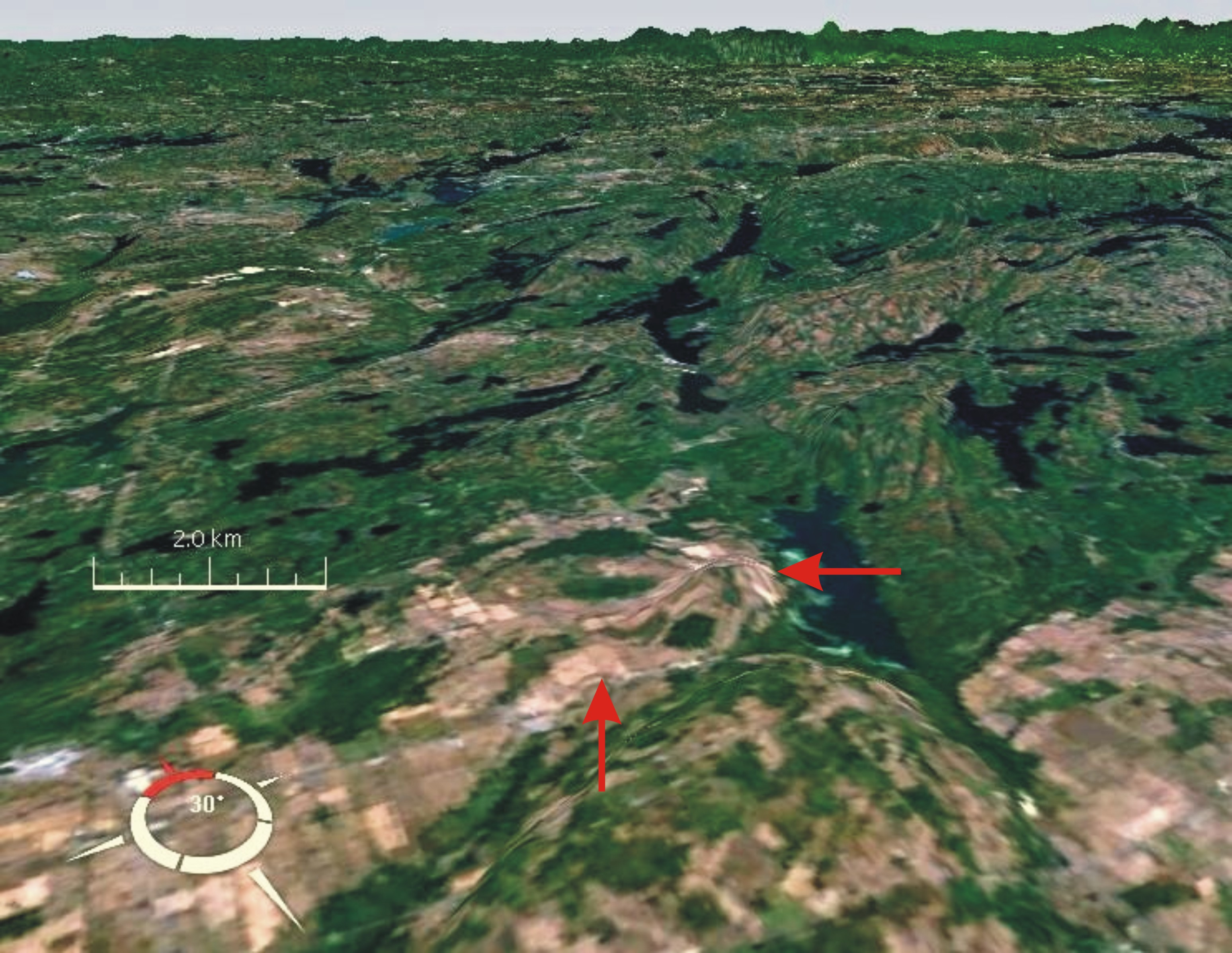
Vue oblique de la zone du cratère de Holleford

Le cratère de Holleford est un cratère d'impact situé à proximité de la communauté de Holleford en Ontario au Canada.
Son diamètre est de 2,35 km et son âge est estimé à 550 ± 100 millions d'années. Il n'est pas visible depuis la surface.
Il a été découvert dans les années 1950 lors d'analyses de photographies aériennes sous la direction de Carlyle S. Beals de l'observatoire d'Ottawa. La taille de la météorite ayant causé le cratère est estimée à 100 m de diamètre, et sa vitesse d'impact à environ 55 000 km/h.